# Mehmet Hetemaj
Mehmet Hetemaj, né le 8 décembre 1987 à Srbica en Yougoslavie, est un footballeur finlandais. Il possède les nationalités finlandaise et kosovare. Il est le jeune frère de Perparim Hetemaj.

## Statistiques
| Saison      | Club               | Pays     | Championnat   | Championnat | Championnat |
| Saison      | Club               | Pays     | Division      | Matchs      | Buts        |
| ----------- | ------------------ | -------- | ------------- | ----------- | ----------- |
| 2006        | HJK Helsinki       | Finlande | Veikkausliiga | 9           | 0           |
| 2007        | HJK Helsinki       | Finlande | Veikkausliiga | 8           | 1           |
| 2007        | FC Viikingit       | Finlande | Veikkausliiga | 9           | 0           |
| 2007 - 2008 | Paniónios Athènes  | Grèce    | Superleague   | 4           | 0           |
| 2008 - 2009 | Paniónios Athènes  | Grèce    | Superleague   | 2           | 0           |
| 2008 - 2009 | Thrasývoulos Fylís | Grèce    | Superleague   | 9           | 0           |
| 2009 - 2010 | UC AlbinoLeffe     | Italie   | Serie B       | 23          | 1           |
| 2010 - 2011 | UC AlbinoLeffe     | Italie   | Serie B       | 35          | 0           |
| 2011 - 2012 | UC AlbinoLeffe     | Italie   | Serie B       | 35          | 0           |
| 2012 - 2013 | Reggina Calcio     | Italie   | Serie B       | 29          | 0           |
| 2013 - 2014 | UC AlbinoLeffe     | Italie   | Serie B       | 5           | 0           |
| 2014        | Honka              | Finlande | Veikkausliiga | 16          | 1           |
| 2014 - 2015 | Monza              | Italie   | Serie C       | 17          | 0           |
| 2015        | SJK Seinäjoki      | Finlande | Veikkausliiga | 31          | 2           |